# Historia de la comarca del Jiloca
La Historia de la Comarca del Jiloca, comarca de Aragón (España), en el noroeste de la provincia de Teruel, situada en el Sistema Ibérico alrededor del tramo medio del río Jiloca del que recibe su nombre y cuyas capitales son las villas de Calamocha y Monreal del Campo, se puede dividir en diferentes períodos, comenzando por la Prehistoria y llegando hasta la actualidad.

## Prehistoria
Los restos más antiguos de la presencia humana en la comarca del Jiloca se remontan al periodo Paleolítico Inferior, con importantes talleres de piezas de sílex localizados a lo largo de las terrazas del río, sobre todo en los alrededores de Montón y Villafeliche. 
El poblamiento continuó en el Neolítico, como demuestran las hachas pulimentadas y otras piezas aparecidos en las localidades de Torre los Negros, Cucalón y Navarrete. Conocían la agricultura y sabían domesticar ciertos animales, controlando y regulando su propia alimentación, haciéndola más variada y estable, aunque sin dejar completamente de cazar y recolectar frutos como actividad complementaria. Entre los restos arqueológicos que aparecen mezclados en los talleres de sílex destacan algunos elementos de hoz y ciertos útiles asociados, así como molinos barquiformes, lo que nos induce a pensar en una agricultura de tipo cerealístico. Como bien sabían estos ancestrales antepasados, el trigo y la cebada tenían la ventaja de su alto valor nutritivo y la posibilidad de almacenarlo largo tiempo sin que se estropease. Las especies de animales domésticos serían muy similares en toda Europa Occidental, la oveja, la cabra, el cerdo y el buey, utilizando a este último como animal de carga y de carne. La gran abundancia de puntas de flecha reflejaría que, aún conociendo la ganadería, la caza seguiría siendo una de sus actividades principales. 
Las aldeas neolíticas se construían en las proximidades de los pozos y las fuentes, seguramente para facilitar el abastecimiento de agua potable, pero también eligiendo los emplazamientos más estratégicos, en lo alto de las muelas y próximos a las ramblas y los valles con fáciles comunicaciones. No se observa un manifiesto interés por los cultivos de regadío. El fondo de las ramblas y los cauces fluviales permanecerán vacíos, tanto de poblamiento como de cultivo intensivo, ya que presentaban numerosos problemas a causa de las irregularidades de las aguas. Las crecidas ocasionales y los desbordamientos son muy intensos, sobre todo en determinadas estaciones, e inundan constantemente las zonas más bajas, convirtiéndolas en un espacio hostil y poco apto para la ocupación humana. Las preferencias agrícolas se extendían por el secano. 
Las tierras de cultivo se obtendrían quemando una parte del espeso bosque. Al cabo de algunos años, cuando las parcelas empezaban a mostrar los primeros síntomas de agotamiento, se abandonaban y se volvían a quemar otras áreas próximas, desplazándose los cultivos. No eran necesarios los fertilizantes. La naturaleza ofrecía en ese momento más recursos de los que podían controlar los escasos pobladores. No había ningún motivo para transformar una naturaleza que, a sus ojos, parecería infinita.
Durante las edades del Bronce-Hierro, a partir de finales del tercer milenio, el crecimiento de la población y la necesidad de garantizar un mayor abastecimiento de alimentos, obligaron a introducir lentas mejoras técnicas en la agricultura. Son pequeños asentamientos en alto como los hallados en los términos de Daroca, Lechón, Báguena, Torralba de los Frailes o San Martín del Río. Algunos de estos poblados de la Edad del Bronce tuvieron continuación en la I Edad del Hierro. De esta época, entre el siglo XII y el siglo IV a. C., se han localizados varios poblados en Villahermosa, Lechago, Daroca y Torralba de los Sisones, con restos cerámicos y alguna necrópolis de urnas.
Son yacimientos muy pobres en materiales cerámicos y con una ausencia casi total de metálicos, la mayor parte muy erosionados. Se intensifican las actividades agropecuarias y comienzan las primeras inversiones destinadas a mejorar la explotación de las tierras, despedregando los campos y construyendo bancales . Los avances tecnológicos y el descubrimiento de la metalurgia permitieron elaborar herramientas metálicas que aumentarán la capacidad de aprovechar el medio físico. La naturaleza comenzó a humanizarse transformada por el trabajo diario de los hombres. El uso del cobre y del bronce se difundió rápidamente por toda Europa. 
En el caso del valle del Jiloca es presumible la existencia de herreros locales que trabajarían estos metales. Sin embargo, la creciente variedad de objetos de metal no debe ocultar el hecho de que, en numerosas poblaciones, seguían usándose útiles de sílex y de piedra tallada y pulimentada, al igual que la caza y la recolección sobrevivieron mucho tiempo a la aparición de la agricultura. Por muy abundante que hubiese llegado a ser, el metal seguía siendo caro, y para el uso cotidiano de la mayoría de la gente se seguían empleándose los útiles tradicionales elaborados en piedra. 
La implantación del regadío, como destacan algunos historiadores, solo puede realizarse en sociedades que han alcanzado un mínimo desarrollo demográfico y político, ya que implicaba inevitablemente un esfuerzo colectivo por vencer a las fuerzas de la naturaleza, regulando los cauces de los ríos para impedir que sus continuas crecidas causen daños, levantando azudes, y desviando el agua a través de múltiples acequias y canales que exigen un gran trabajo humano, tanto para su construcción como para su posterior mantenimiento. Deberemos esperar al siglo V a. C., tras la consolidación de la sociedad celtibérica, para observar como se inicia una intensa explotación de los valles ligada a la difusión del regadío.

## Celtíberos
A partir del siglo V a. C., el crecimiento demográfico, el desarrollo de la metalurgia y el aumento de los intercambios comerciales bajo la influencia greco-púnica, acabarán influyendo notablemente en los pequeños pueblos y aldeas del Sistema Ibérico, hasta entonces ferozmente independientes unos de otros y cerrados a las influencias exteriores. La apertura fue progresiva. Lentamente se incorpora el torno para la cerámica, la moneda, el alfabeto y ciertas mejoras técnicas, sociales y económicas, entre otras la aparición de productos importados en los yacimientos y la popularización de las herramientas de hierro. 
Esta lenta aculturación o iberización de un substrato indígena bastante cerrado en sí mismo, procedente de los poblados existentes en la Edad de Bronce, enriquecido con las aportaciones indoeuropeas de los Campos de Urnas, muy conservadores de sus peculiaridades locales, todos ellos con orígenes y costumbres centroeuropeas, dará lugar a la formación de la sociedad celtibérica. La aparición de las ciudades fue una consecuencia inevitable del desarrollo tecnológico y del aumento de la complejidad social. Y con las ciudades entraron también en escena las primeras estructuras estatales y la administración centralizada, unas características que, con las lógicas variaciones y matices, se mantendrán vigentes hasta nuestros días. 
Según las fuentes clásicas (Polibio, Apiano, Tito Livio, etc.), dentro de la Celtiberia se podían distinguir varios grupos o etnias: turboletas, ólcades, lobetanos, belos y belaiscos, titos, lusones, berones, arevacos, pelendones y vacceos. La situación geográfica de estos pueblos varía en función de la interpretación que realizan los historiadores de los textos, ya que la arqueología apenas ayuda a distinguirlos. Al mantener innumerables afinidades culturales los restos apenas pueden ser singularizados. También hay que tener en cuenta su particular evolución a lo largo de la historia, lo que conllevaría la desaparición de algunos pueblos y su sustitución por otros. 
Las etnias celtibéricas, a diferencia de los poblados del Bronce-Hierro I, aparecen organizadas alrededor de las ciudades, resultado de un proceso de concentración de la población en ciertos núcleos durante el V y siglo IV a. C. Estas ciudades-estado poseían entidad política autónoma y, desde su núcleo urbano, comenzaron a organizar y explotar económicamente un amplio territorio salpicado de numerosos asentamientos rurales. Las fuentes clásicas mencionan su existencia, y citan el nombre de algunas de ellas, una lista que ha podido ser ampliada con la documentación indígena, sobre todo por la numismática: Numancia, Segontia, Segeda, Contrebia, Uxama, Nertóbriga, etc.  Sin embargo, aun siendo estas ciudades el núcleo central de una estructura estatal, la separación entre este mundo urbano y el rural circundante no es tajante. Las elites celtíberas podían residir en la ciudad o en cualquiera de las aldeas que la rodeaban. Los templos religiosos se solían localizar fuera de las ciudades, construidos a modo de santuarios en medio del campo. Tampoco se observa una división clara del trabajo entre ciudad y periferia, apareciendo numerosos artesanos en los pueblos, y barrios agrícolas en las ciudades 
Según indica Francisco Burillo, los valles del Jalón y del Jiloca, incluida toda la cuenca del Pancrudo, estarían ocupados por los belos, organizados alrededor de una ciudad,  Segeda, situada en Belmonte de Calatayud . Otros historiadores como Schulten a principios de siglo o P. Bosch en la postguerra situaron a los lusones en este mismo territorio, ubicando su ciudad, Contrebia Carbica, en las inmediaciones de Daroca , pero nunca se han encontrado restos arqueológicos que demuestren esta teoría. 
En el término municipal de Cutanda existe un yacimiento celtíbero de carácter rural en el Barranco del Hocino, próximo a la cueva del Santísimo, en donde se hallaron dos fragmentos de cerámica ibérica mezclados con materiales líticos . Sin embargo, el poblado principal se encontraría en pleno núcleo urbano de la actual villa, en el Castillo, como muestran los restos de materiales ibéricos allí localizados . Las posteriores ocupaciones y fortificaciones han provocado la completa desaparición de las huellas que pudieran dejar estos primitivos pobladores, aunque si quisiéramos hacernos una idea de su posible aspecto, no sería muy diferente del que se puede observar en El Castillejo de Lechago, un pequeño poblado en la cima de una loma rodeado de una fuerte muralla defensiva.
La sociedad celtíbera, fuertemente influenciada por la cultura ibérica, pero defensora de las costumbres y tradiciones heredadas de los antiguos pueblos celtas, se opondrá con todas sus fuerzas a la ocupación romana.

## Época romana
En el año 218 a. C. los ejércitos romanos desembarcaron en la costa mediterránea, en Ampurias, dirigidos por Cneo Escipion. Derrotaron en primer lugar a los cartagineses y, desde sus bases mediterráneas, penetraron en el interior peninsular, sometiendo a los pueblos indígenas, a veces mediante pactos diplomáticos, otras recurriendo a la fuerza militar. La abundancia de materias primas en la península ibérica influyó en que los grupos políticos de la propia Roma decidieran llevar a cabo una intensa ocupación del territorio, obligando a los indígenas a pagar fuertes tributos, suministrando minerales, aportando granos, etc. La voracidad de los funcionarios y su deseo de enriquecerse rápidamente a costa de los indígenas, fue la causa de una larga lista de levantamientos y represiones. 
Poco a poco fueron conquistando todo el territorio peninsular. Entre el 154 y 133 a. C. se desarrollan las guerras celtibéricas. El escenario bélico se centró en el espacio comprendido entre el Jalón Medio y el alto Duero, en torno a las ciudades de Segeda, Numancia y Nertóbriga. Tras veinte años de guerra, Publio Cornelio Escipión conseguirá finalizar la guerra con la conquista de Numancia. Los pueblos indígenas, exhaustos, serán incapaces de levantar cabeza en mucho tiempo, aceptando todas las condiciones que les impusieron los romanos. Tras la derrota, los valles del Jiloca y del Pancrudo pasarán a ser dominados por los romanos.
A fines del siglo II a. C., bajo el dominio romano, surge en la zona del Jiloca Medio una nueva ciudad construida para centralizar y controlar el territorio, no como una ciudad-estado independiente al estilo de sus predecesoras celtibéricas, sino integrándola en una administración provincial mucho más extensa. Esta primera ciudad se localiza en La Caridad (Caminreal), levantada según modelos urbanísticos romanos, pero con unos restos arqueológicos que demuestran la preeminencia del substrato cultural celtíbero. La ciudad, que según F. Burillo se identifica con la mítica Orosiz, acuñaba moneda, emitía documentos y mantenía una administración pública que se encargaba de gestionar el territorio mediante funcionarios, recaudando los tributos y exacciones que deberían pagar las aldeas más próximas.
Bueno es el dicho de que no hay paz eterna. En torno al 83 a. C. Quinto Sertorio es destituido de su cargo de gobernador de la Hipania Citerior, pero en vez de aceptar la decisión de Sila, jefe supremo del ejército romano, decide enfrentársele, intentando negociar desde una posición de fuerza. Sertorio organiza un pequeño ejército compuesto por amigos, familiares y partidarios políticos, e inicia los contactos con algunos pueblos de predominio celtíbero solicitándoles su apoyo, ofreciéndoles a cambio grandes ventajas, la posibilidad de recuperar cierta libertad, o al menos suavizar la presión fiscal de Roma. 
Sertorio nunca pretendió fragmentar los territorios controlados por Roma, pero jugará con habilidad sus cartas, tomando una serie de medidas encaminadas a favorecer al elemento indígena con la clara intención de conseguir su adhesión. A partir del 81 a. C. se enfrenta a los enviados romanos en la llamada guerra sertoriana, derrotando a todos los ejércitos desplazados para apresarle. El año 77 a. C. marca el máximo apogeo militar de Sertorio, con la toma de las ciudades de Bilbilis y Contrebia, lo que le permite dominar toda la Hispania Citerior. La marcha de la guerra inquieta al senado romano, quien decide imponer medidas extraordinarias y enviar una gran expedición al mando de Cneo Pompeyo Magno para acabar con la rebelión. La suerte se vuelve contra Sertorio que acaba siendo asesinado . 
Los pobladores de los valles del Jiloca y del Pancrudo sufrirán duramente esta guerra. La ciudad de La Caridad (Caminreal) será arrasada completamente, y también seguirían esta suerte algunos poblados cercanos. Sin embargo, los estragos bélicos serán coyunturales y no implicarán un cambio sustancial en la progresiva integración del substrato celtibérico, todo lo contrario, la actitud pompeyana de acercamiento y perdón a los indígenas desafectos facilitaría su definitiva romanización. La destrucción y el abandono de La Caridad tampoco supondrán un cambio en las funciones administrativas y políticas que empezaban a asumir las ciudades celtíbero-romanas. Poco después surge una nueva ciudad en el Cerro de San Esteban (El Poyo del Cid), y a partir de la segunda mitad del siglo I d. C. habrá otro intento por capitalizar esta zona con una nueva urbe en La Loma del Prado (Fuentes Claras) que perdurará durante todo el Bajo Imperio.

## Islam
En el año 711 los musulmanes atraviesan el estrecho de Gibraltar y penetran en la península ibérica llamados por uno de los bandos nobiliarios que luchaban por controlar el poder. La resistencia de los visigodos fue prácticamente inexistente, ni su ejército pudo hacerles frente, ni la población hispana tenía interés en conservar una sociedad con la que no se identificaba. 

### La Conquista
En 713 Musà ibn Nusayr (gobernador del Magreb) y su lugarteniente Tariq ibn Zizad conquistan las Serranías Ibéricas y penetran en el valle del Ebro, integrando todas estas tierras en un nuevo sistema administrativo que denominarán Marca o Frontera Superior. Cuando llegaron los musulmanes al valle del Ebro las viejas ciudades iberorromanas del valle del Jiloca ya no existían. Quedaba alguna población residual, pero ni un solo centro urbano de importancia.
El distrito de Calatayud, perteneciente a la Marca Superior era un territorio estratégico por ser una zona de paso obligado para ir a Toledo (capital de la Marca Media). El distrito de Calatayud se extendía por la cuenca del Jalón y del Jiloca. Abd Allah, de la familia yemení Banu Muhayir debió instalarse en el importante castillo de Daruqa en esos primeros años. En los siglos posteriores, saldrá de esta familia el primer califa de Zaragoza.
Hacia el año 740 empiezan unas luchas y agitaciones internas, causadas por la diversidad de pueblos y linajes existentes entre los musulmanes conquistadores. En el año 755 se proclama el primer emirato de al-Ándalus, independiente del Magreb, instalándose la dinastía Omeya. Es en estos primeros años es cuando Carlomagno llega a Zaragoza con sus tropas, pero es derrotado.
El emir Muhammad I en el año 862 manda a Adb al-Rahman al-Tuyibi (hombre de su confianza de los tuyibies de Daroca) a matar al gobernador de Calatayud y ocupar su lugar. Desde allí reforzaría la ciudad y hostigaría a los musulmanes rebeldes. Deja el gobierno de Daroca a Abd al-Aziz (hijo del anterior). Yunus, hijo de Adb alAziz, será a su vez nombrado gobernador de Daroca después de su padre.
Son muy pocos los datos que poseemos sobre la organización administrativa y el funcionamiento de las instituciones musulmanas en lo que posteriormente sería el reino de Aragón. Los cronistas y autores árabes solo hablan de la administración central, del califato cordobés, no aportando nada de los diversos organismos periféricos. La Frontera Superior, cuya capital estaba localizada en Zaragoza,  estaba gobernada por un wali o jefe militar designado directamente desde Córdoba. De este personaje dependían los gobernadores de los distintos distritos en que se dividía la Marca y que, según el historiador y geógrafo cordobés Ahmad al-Razi, en las actuales tierras aragonesas, eran los siguientes: Zaragoza, Huesca, Calatayud, Barbitaniya y Barusa (región situada entre el río Piedra y Molina). Cada uno de estos distritos se dividía a su vez en varios aqalim o comarcas, entre otros el iqlim de Qutanda, unas pequeñas áreas configuradas en función del medio natural y limitadas geográficamente por accidentes orográficos o por cuencas fluviales. Esta división administrativa en distritos y comarcas permaneció bastante estable hasta el derrumbamiento del Califato de Córdoba en el año 1031.
Para estructurar el territorio, los musulmanes fundaron Daroca en la segunda mitad del siglo VIII. En el lugar donde hoy está el castillo Mayor se construyó una fortaleza y al abrigo de sus pies se formó un núcleo urbano que recibió el nombre Daruqa. La primera mención documental de la ciudad data del año 837; aparece como ciudad de cierta importancia en el norte de al-Ándalus, donde se había instalado la familia de los Banu al-Muhayir, que pertenecían a la tribu de los tuyibíes, o árabes del sur, procedentes del Yemen.
La lejanía de la Marca Superior del poder califal establecido en Córdoba, y su carácter de zona fronteriza,  en continua lucha con los cristianos de los Pirineos, otorgaba al wali zaragozano bastante autonomía política, hasta el punto que desde el gobierno central se contentaron, en algunos momentos, con exigir exclusivamente cierta lealtad a sus gobernadores, dejándoles a cambio una autoridad prácticamente ilimitada. Pero autonomía no significaba independencia, como lo demuestran las continuas intervenciones militares de los califas cordobeses para someter a algunos gobernadores díscolos. 
A raíz de una de estas intervenciones aparecerán los primeros datos documentales sobre el valle del Jiloca en época musulmana. En el primer tercio del siglo X el gobernador de Zaragoza, Muhammad ibn Hasim, se niega a enviar tropas para la campaña de verano contra los cristianos. El califa Abd al-Rahman an-Nasir arma un ejército en el año 937 y sale de Córdoba con dirección a Zaragoza, siguiendo en sus últimas etapas el valle del Jiloca, atravesando en su camino, entre otras,  las localidades de mahallat Lnqa (posiblemente El Poyo del Cid), Qalamusa (Calamocha) y Daruqa (Daroca). 

### Surgimiento de los reinos de Taifas
El Califato se mantuvo fuerte y unificado hasta principios del siglo XI, momento en el que estalla una guerra civil en Córdoba que provoca el derrumbe de la dinastía Omeya. Hacia el año 1031 todo al-Ándalus se fragmentaba en numerosos reinos de taifas independientes. En Zaragoza se constituye uno de los más florecientes, dependiente de los Tuyibies, clientes de los Omeyas, y unos años más tarde, en 1038, pasaba a manos de Sulaymán, de la dinastía de los Banu Hud. 
Con la aparición de las taifas la organización territorial de la Marca Superior cambia completamente. Establecer su delimitación es bastante complicado, sobre todo en lo que afecta a las Serranías Ibéricas. Según se puede apreciar en las escasas fuentes documentales, el valle del Pancrudo, junto con la fortaleza de Qutanda, quedaría adscrito a la taifa zaragozana, convirtiéndose en zona fronteriza. Al sur del Pancrudo, la taifa de Saragusta limitaría con la poderosa taifa de los Banu Razi de Albarracín, que controlarían el valle del Jiloca y las localidades de Qalamusa y Daruqa .
En el valle del Ebro las relaciones entre los musulmanes y los cristianos del norte fueron siempre muy complejas, oscilando entre las violentas luchas para controlar el territorio hasta las colaboraciones y alianzas frente al poder central de Córdoba. Tras la desmembración del Califato, con los Banu Hud en el trono de Zaragoza, las estrategias de colaboración con los cristianos alcanzarán su máximo grado, utilizándolas para combatir a los otros reyes musulmanes o para solucionar problemas y disidencias internas. En el año 1045 el rey de Zaragoza contrata a Fernando I, monarca castellano,  para arrasar la taifa de Toledo, y poco después, a mediados del siglo XI Ahmad, dueño de la taifa zaragozana, ofrece una gran cantidad de dinero a Ramiro I, rey de Aragón, para que dejara pasar tropas por su territorio y poder luchar de este modo contra su hermano Yusuf, rey de Lérida.
La solicitud de ayuda a los cristianos también incluía la contratación de mercenarios que, a cambio de diferentes prebendas, vendían sus fuerzas a las tropas islámicas. Cuando El Cid fue desterrado por Alfonso VI en el año 1081, solicitó alojamiento en la taifa de Zaragoza, pasando a servir al rey Almuqtadir, quien lo utilizó para luchar contra el rey de Aragón y el conde de Barcelona, y también contra el monarca musulmán de Lérida. En el año 1089, una vez levantado el destierro, y nuevamente a las órdenes del rey de Castilla, el Cid organiza una expedición contra el Levante peninsular en un intento por frenar a las tropas almorávides. En este año se asienta sobre El Poyo del Cid, donde pasó la Pascua de Pentecostes (20 de mayo), exigiendo tributos a los pueblos cercanos, entre los que se encontrarían, seguramente, las alquerías del iqlim de Cutanda. Según se indica en El cantar del Mio Cid, desde el refugio de El Poyo del Cid somete a toda la cabecera del valle del Jiloca y su entorno, y a los valles de los ríos Martín y Aguas Vivas. Posteriormente se desplaza hacia el Este para acabar acampando en Tevar.
Todas estas alianzas enriquecieron a muchos reyes cristianos, cobrando a los musulmanes pingues tributos a cambio de no molestarles en sus luchas fratricidas. Al mismo tiempo, las compras y prebendas, unidas a la propia sangría financiera de las guerras internas, debilitaron enormemente el poder musulmán. Los cristianos jugaron hábilmente su baza y, si en una época se contentaron con cobrar tributos y ayudar a los musulmanes, llegado el momento preciso, decidirán participar también en la guerra, procediendo a la conquista y anexión de los territorios de sus antiguos aliados. 
En el último cuarto del siglo XI los cristianos proceden a una ofensiva generalizada sobre un territorio andalusí muy debilitado. Toledo cae en manos del castellano Alfonso VI en el año 1085. En la Marca Superior, las campañas militares de Sancho Ramírez y Pedro I permitieron la ocupación de posiciones estratégicas como Ayerbe, Huesca, Alquézar, Barbastro, Graus y Monzón. Las derrotas musulmanas se sucedían una tras otra, lo que motivo que el rey de la taifa de Sevilla solicitara ayuda militar a los almorávides, un pueblo guerrero que se había apoderado pocos años antes de todo Marruecos. En 1086 el emir almorávide Yusuf ben Tashfin atraviesa el estrecho de Gibraltar y derrota al rey castellano en la batalla de Sagrajas, cerca de Badajoz. A partir de este momento, los almorávides se extienden por toda la península ibérica unificando nuevamente a los pueblos musulmanes bajo un solo gobierno. Las taifas de Albarracín y Zaragoza resistirán algunos años. La primera será ocupada por los almorávides en el año 1104. En el caso de Zaragoza, serán sus propios habitantes quienes, en el año 1110, expulsen al último soberano, Imad al-Dawla, y permitan la entrada de los almorávides, su última esperanza de salvación frente a la ofensiva cristiana.

## Reconquista
Derrotado el grueso del ejército musulmán en la batalla de Cutanda (17 de junio de 1120), las huestes cristianas ocuparon las ciudades de Daroca y Calatayud, con todas sus fortalezas, y prosiguieron su ofensiva remontando el valle del Jiloca hasta Monreal del Campo, Singra y Cella. Un texto aragonés del año 1124 alude a tales lugares como los límites de la expansión territorial, al citarlos “cuando allí teníamos la frontera” . Para garantizar la anexión de estos nuevos territorios, el rey Alfonso I funda en Monreal del Campo una orden militar nueva, la Milicia de Cristo,  fortificando el lugar y posibilitando que los transeúntes pudieran encontrar un refugio estable . La creación de esta orden, dotándola de grandes privilegios, autonomía financiera y suficientes rentas y prebendas, estaba motivada por la necesidad de consolidar el dominio cristiano sobre estas tierras ya que, como señalan otras fuentes históricas, desde Daroca a Valencia el territorio conquistado estaba “yermo y deshabitado” .
¿Qué había sucedido con toda la población musulmana que habitaba estas tierras? Autores como J.L. Corral, A. Gargallo y J. Ortega han insistido en el hecho de que casi toda la población campesina musulmana abandonó sus casas, desplazándose en masa hacia el sur, huyendo de la ofensiva cristiana. Ciertamente, en otros lugares de Aragón, tras su conquista, se mantuvo a la población existente, que seguiría ocupada en sus actividades tradicionales, aunque sometida al nuevo poder cristiano a través de los pactos de capitulación. Sin embargo, en las Serranías Ibéricas solo quedaron algunas bolsas residuales de musulmanes en las localidades de Calatayud, Villafeliche, Daroca, Burbáguena  y Báguena. El resto del territorio debió quedar prácticamente deshabitado. 
Alfonso I fue el primero en comprender que un territorio despoblado no se podía defender, que sería necesaria una contundente política repobladora para asentar en estas tierras a campesinos y soldados cristianos que permitieran garantizar su futuro dominio y su explotación. La fundación de la orden de Monreal se encaminaba en este sentido, aunque parece ser que no obtendrá todos los resultados esperados. La repoblación de los desérticos valles del Jiloca y del Pancrudo será un proceso lento. El reino de Aragón no se caracterizaba precisamente por tener un superávit demográfico que pudiera emigrar a estos territorios.

Tras la derrota del ejército cristiano en Fraga (1134), con la muerte de Alfonso I, el caos político se apodera del reino aragonés. La incertidumbre sobre la sucesión al trono, muerto el rey sin dejar descendencia, provocará una oleada de pánico que se extendió por todo el país. Entre los años 1134 y 1140 se despueblan todas las tierras conquistadas en el valle del Jiloca, abandonándose las avanzadillas asentadas en Cella, Singra y Monreal del Campo, volviendo algunas localidades a manos almorávides, y pasando otras a poder del rey Alfonso VII de Castilla. 
Se despueblan nuevamente las aldeas y las ciudades, pero se mantienen determinadas posiciones estratégicas instalando tenentes y destacamentos militares en los castillos de Daroca y Cutanda, defendidos por un alcaide o tenente y una pequeña tropa. Tras la muerte de Alfonso I el poder de estos tenentes sería inmenso ya que, como señala Lacarra, la suerte de la ciudad de Zaragoza y de toda la frontera meridional del reino acabó dependiendo de ellos.
Las tenencias (territorios controlados por los tenentes) constituían una forma peculiar de ordenación y aprovechamiento del reino, en donde el monarca delegaba sus funciones militares, administrativas, civiles y judiciales en soldados profesionales. Según afirma A. Ubieto,  fueron una de las primeras estructuras políticas aragonesas, impuestas tras la conquista cristiana. Los centros de las tenencias se identificarían, a grandes rasgos, con los principales centros administrativos preexistentes en época musulmana, por un motivo muy claro, en estos lugares ya existían unos castillos que permitían la defensa del lugar y de sus alrededores. Solo fue necesario asignar a cada uno de ellos un nuevo alcaide, como parece ser que se hizo en los casos de Daroca y Cutanda.

### Una sociedad de frontera
La conquista cristiana cambió radicalmente la estructura económica y social vigente durante la dominación musulmana. El abandono de las alquerías, su conquista por parte de los ejércitos cristianos y la posterior repoblación con colonos libres procedentes de tierras lejanas, supuso una ruptura total y definitiva con la sociedad indígena que hasta entonces había habitado estas tierras.
Al igual que sucedía en el resto de la Europa cristiana, la sociedad medieval estaba dividida en función del estamento, distinguiendo entre nobleza, el personal eclesiástico y el pueblo llano. En el caso aragonés, el ordenamiento jurídico garantizaba la preeminencia de la nobleza a través de los denominados privilegios estamentales que garantizaban la exención de impuestos reales y, a un nivel municipal, la exclusión de los repartimientos vecinales y de todas las demás cargas que afectaban al resto de sus convecinos (zofras, alojamiento de soldados, requisiciones militares, sorteos de quintas, etc.). La aplicación de estos privilegios variaba en función de las distintas poblaciones, ya que se producirán muchas peculiaridades de carácter local.
En el caso de los valles del Jiloca y del Pancrudo, tal y como indicó José Luis Corral, la presencia nobiliaria era muy escasa y prácticamente se concentraba en la ciudad de Daroca. Dadas las características de la repoblación que acogió estas tierras, predominarían los hombres libres sin condición. Aunque dentro de este grupo de villanos, nunca homogéneo, destacarían algunos caballeros (villanos con caballo) encargados de las tareas militares que asumirían en determinados momentos la defensa de los castillos. Este grupo de caballeros acabará desplazando a la nobleza de los cargos políticos, y a partir del siglo XIV se harán con el control absoluto de los órganos de poder y decisión de Daroca y su Comunidad. No obstante, la nobleza siguió siendo un estamento muy valorado, y todo caballero villano que aspiraba a ascender socialmente acabará integrándose en el grupo nobiliario.
En el año 1142 el conde Ramón Berenguer IV otorga el Fuero de Daroca para facilitar la repoblación de estas tierras.

### La propiedad de la tierra
Las peculiaridades de la conquista y repoblación tampoco crearon grandes desigualdades en lo que afecta a las fortunas. Tras la conquista, toda la tierra pasaba a ser patrimonio del rey aragonés, quien podía repartirla a su antojo. La mayor parte de las parcelas fueron distribuidas entre los colonos que acudían a repoblar el territorio, dando lugar a un predominio de una pequeña propiedad campesina que se mantendrá, a grandes rasgos, hasta nuestros días. Este reparto de las tierras, muy documentado en la vecina zona de Teruel, pretendía ofrecer algún tipo de señuelo que hiciera atractiva la vida en una zona fronteriza. Las tierras fueron divididas en quiñones y cedidas con plenas facultades de disposición a los recién llegados . En primer lugar se ocuparía la tierra cultivada con anterioridad, sobre todo la vega irrigable. A continuación, a medida que aumentara la presión demográfica, se procedería a la roturación de yermos y baldíos, y se ampliaría la red hidrológica creando nuevos regadíos.
Otra parte de la tierra fue donada a caballeros villanos, a la nobleza, a las órdenes militares y a la Iglesia, en compensación por su participación en la guerra, para premiar a los vasallos más fieles o incluso para pagar parte de las numerosas deudas de la monarquía. La documentación medieval es escasa, pero los ejemplos documentados son muy significativos, ya que todos ellos se localizan precisamente en el valle del Jiloca. Las donaciones reales siempre afectarán a la tierra más productiva y fértil de todas las arrebatadas a los musulmanes, y a las que tendrían una infraestructura hidrológica más desarrollada. 
En marzo de 1177 Alfonso II concede a Pedro de Ayerbe varios prados sitos en Burbáguena. En 1210 doña Sancha concedía a Martín de Aivar, comendador de Sigena, una yugada de tierra y un molino en el término de Calamocha. En 1276 el rey Jaime I concede a Abril de Perdices 30 caizadas de tierra en el término de Fuentes Claras en compensación de los 300 maravedies que le debía. Los monarcas aragoneses también donaron muchas tierras a las órdenes militares, sobre todo a la orden de San Juan de Jerusalén y a su encomienda de Alfambra, con extensas posesiones en las localidades de Daroca, Báguena, Burbáguena y Calamocha . Podemos pensar que la presión de estas clases poderosas para obtener la propiedad de la tierra conquistada disminuiría a medida que ascendemos en altitud y nos alejamos de los cauces fluviales. A peor calidad de la tierra, menor interés por controlarla. 
Un tercer tipo de propiedades, las conocidas posteriormente como propiedades comunales, acabaron en manos de los Concejos. Los reyes aragoneses estaban interesados en afianzar el poder de las aldeas situadas en zona fronteriza, y para ello no encontraron mejor sistema que dotarlas de un amplio patrimonio que facilitara su saneamiento económico. Los municipios eran los propietarios de extensas superficies rústicas que incluían a los baldíos, prados, yermos y montes. También controlaban, ejerciendo un estricto monopolio, la transformación y distribución de los productos alimenticios esenciales para la comunidad: hornos, panaderías, molinos harineros, tiendas, tabernas, carnicerías, etc. 
En teoría, todas estas propiedades rústicas y derechos monopolísticos pertenecían, por derecho de conquista, a la monarquía, y esta podía cederlas a quien quisiera. Sin embargo, a partir de mediados del siglo XIII se observa como las aldeas van adquiriendo independencia jurídica y se apropiarán paulatinamente de todos los derechos reales en sus respectivos términos, imponiendo sobre ellos un aprovechamiento comunal. Los montes y yermos podrán ser utilizados por todos los vecinos, aunque se regulará su uso para evitar problemas de sobrepastoreo o de falta de leñas. Los prados se utilizarán para la dula, o serán roturados, divididos y sorteados para su cultivo. Los molinos, hornos, panaderías, tabernas y otros bienes municipales serán explotados mediante subasta, imponiendo el Concejo estrictas condiciones que resguardaran la utilidad social de estos bienes. 
El resultado de este primitivo reparto medieval, que podemos aplicar perfectamente a la villa de Cutanda, creó un régimen de tenencia de la tierra que compaginaba perfectamente la propiedad pública y la privada, adaptándose a la estructura económica agropecuaria típica de la Alta Edad Media, a las peculiares características del proceso repoblador y a su baja densidad de población. Las tierras comunales procuraban pastos para el ganado y leñas para los hogares, y un reparto privado y bastante equitativo de las parcelas de cultivo permitirá la subsistencia agrícola de los vecinos .

## Guerra de los Pedros
Terminada la reconquista aragonesa, y durante toda la Baja Edad Media, se multiplicarían los conflictos con Castilla. Efectivamente, la vida de la 'raya' -como se denominaba muchas veces a la frontera entre los reinos de Aragón y Castilla- fue objeto de agrias disputas fronterizas e invasiones castellanas hasta el matrimonio entre los Reyes Católicos.
De la línea defensiva frente a Castilla, destacan especialmente el conjunto amurallado de Daroca, que tratamos aparte, y el impresionante castillo de Peracense. Pero tampoco se pueden olvidar las torres y fortificaciones de Anento, Báguena, Berrueco, Burbáguena, Langa, Santed, Villahermosa, Cucalón, Lagueruela, Villarreal de Huerva, Huesa del Común, Tornos o Torrecilla del Rebollar. Hay restos en Monforte, Torralba de los Sisones y Bueña.
En el año 1356 comienza la guerra entre los dos Pedros, reyes de Aragón y Castilla, que se prolongará con furor durante largos años.

## Austrias
Cuando en 1492 fueron expulsados los judíos, la Comunidad de aldeas de Daroca no sufrieron apenas ningún quebranto, pues eran muy pocos tras las presiones que habían venido sufriendo desde finales del siglo XIV.
No obstante el siglo XVI fue de uno de los más prósperos. La mayor parte de los pueblos del Jiloca disfrutaron de una cierta bonanza económica. Quizás esa riqueza fue lo que permitió a la Comunidad adquirir la Honor de Huesa, a la que se incorporó en el año 1500.
En 1526 la conversión de los moriscos supuso que desaparecieran las comunidades mudéjares del Jiloca, pero de manera críptica mantuvieron su religión hasta que fueron definitivamente expulsados en 1610. Algunas actividades económicas, como la agricultura y la alfarería, sufrieron un gran descalabro y en muchos lugares se recurrió a la repoblación con catalanes e incluso franceses.
La comarca del Jiloca no sufrió de manera tan acusada la decadencia general que asoló la España del siglo XVII. Pero no se supieron aprovechar las buenas condiciones del siglo anterior. Tanto la industria como la ganadería sufrieron un retroceso que se manifiesta en la degradación de las artesanías, el mal estado de los campos y el abandono de algunos pastos y montes, con la degradación del paisaje y la pérdida de bosques, que dejará importantes secuelas con la pérdida de la cobertura vegetal.
Pese a ello, algunos cultivos adquirirán una gran importancia, como sobre todo el lino, que convertirá a la ciudad de Daroca en uno de los mercados más importantes de este producto en toda la España del siglo XVII.
La primera mitad del siglo XVII mantuvo el desarrollo demográfico y en cierto modo económico del siglo anterior, pero a partir de 1650 la crisis se cebó en la comarca del Jiloca. Las malas cosechas, la peste y las convulsiones de la segunda mitad del siglo XVII provocaron un descenso de la población en toda la comarca.
Anclada en unas estructuras económicas caducas, la debilidad demográfica se convertiría desde ahora en una dificultad insalvable.

## Guerra de Sucesión
El siglo XVIII se inició en la Comunidad de Daroca con el enfrentamiento civil en la Guerra de Sucesión. Desde 1701, esta comarca fluctuó entre la fidelidad a los Austrias y a los Borbones. En 1706 se libró la batalla de Calamocha, en la que vencieron las tropas proaustrias, pese a lo que toda la comarca cayó en poder de los partidarios de la casa de Borbón.
El triunfo de Felipe V supuso el final de seiscientos años de autonomía municipal para Daroca y para su Comunidad de aldeas. Los cargos más decisivos serán desde ahora nombrados por el rey. Esta centralización administrativa produjo más inconvenientes que ventajas

## Borbones
Durante el siglo XVIII, una vez acabada la Guerra de Sucesión, aumentó notablemente el número de clérigos, que en Daroca constituían casi una décima parte de la población, lo que suponía la necesidad de numerosas rentas para el mantenimiento de los clérigos y de sus edificios.
Durante la primera parte del siglo XVIII se atisbó un cierto desarrollo económico, pero en la segunda mitad la economía cayó en uno de los baches más profundos de su historia, arrastrada por el anquilosamiento del comercio.

## Guerra de la Independencia
Las tropas de Napoleón Bonaparte invadieron la península ibérica en la primavera de 1808. La abdicación de Fernando VII y la entrega de la corona real a José I no pudieron impedir que el pueblo se levantara en armas, dando inicio a una guerra que se prolongará hasta la retirada de los ejércitos franceses en 1814. 
No fue solamente una guerra de liberación nacional, calificación con la que ha sido definida muy a menudo. Con José Bonaparte, además de la ocupación francesa y la guerra, llegaron el espíritu de la Revolución, la disolución del Antiguo Régimen, la igualdad jurídica entre los hombres y la desaparición de los privilegios estamentales. Las clases populares españolas se levantaron contra los ocupantes, pero también contra todo lo que estos representaban. El papel que desempeñaron las clases privilegiadas españolas, la nobleza y el clero, será fundamental, soliviantando y dirigiendo a las masas mediante la exaltación del patriotismo, el fomento de la xenofobia y la predicación de la Guerra Santa.

### La evolución de la guerra
En Aragón, la lucha contra los franceses comenzaba el 24 de mayo de 1808, tras el levantamiento popular que se produce en la ciudad de Zaragoza dirigido por José de Palafox. Para responder al inminente ataque de las tropas francesas se decretó un alistamiento general de todos los hombres. El reclutamiento se extendió por todo Aragón, y fueron muchos los soldados procedentes del corregimiento de Daroca que se encaminaron hacia la capital para ayudar a su defensa.
Tras la caída de Zaragoza en febrero de 1809, la Junta Suprema publicó el 18 de marzo un decreto en el que se formaba en los territorios libres la denominada Junta Superior de Aragón y parte de Castilla, extendiéndose por los partidos de Teruel, Albarracín, Daroca (presidida por Cosme Laredo) y los señoríos de Moya y de Molina de Aragón. Se formó un nuevo ejército a las órdenes de Blake, que intentó recuperar Zaragoza, pero fue derrotado por las tropas francesas.
Las fuerzas militares españolas que quedaban se replegaron. Al sur de Aragón solo quedaba un regimiento al mando del coronel Ramón Gayán, que desde su base en el estratégico punto del santuario de la Virgen del Águila trataba de proteger los accesos a los partidos de Calatayud y Daroca, así como la comunicación de Zaragoza a Teruel. El 20 de julio de 1809 los franceses desalojaban a Gayán de la Virgen del Águila, obligándole a retirarse al lugar de Tornos, esperando unirse a otras tropas que venían en su auxilio. 
Nada impedía a las tropas francesas ocupar el valle del Jiloca, que entraron en los principales núcleos de población, sobre todo a los situados en las zonas llanas y en el valle. En las sierras tuvieron mayores problemas, ya que el brigadire Pedro Villacampa recompuso las fuerzas que quedaban, refugiándose en las Sierras de Albarracín y Molina de Aragón, iniciando una lucha de guerrillas y hostigamiento a las tropas francesas, evitando los enfrentamientos directos. 
Las correrías de los franceses en estos primeros años nos son conocidas gracias a la relación de acontecimientos que escribió Pedro Manuel de la Riva, cura párroco de Olalla. Las tropas invasoras instalaron su cuartel general en la ciudad de Daroca, y desde allí empezaron a enviar veredas a todos los pueblos cercanos exigiendo raciones para el ejército, y exhortando a los vecinos a que se mantuvieran en paz. Como no recibían respuesta, en noviembre de 1809 subieron los franceses hasta Monreal del Campo y desde allí enviaron diversas partidas por los pueblos de la comarca para exigir las provisiones. El 12 de noviembre llegó un destacamento francés a Olalla, proveniente del camino de Nueros. Era la primera visita de las tropas invasoras a esta zona, lo que levantó el temor y miedo entre la población. 
Algunos vecinos de los pueblos optaron por formar cuadrillas de guerrilleros y enfrentarse a las tropas invasoras. El suceso que más influyó en el valle del Jiloca fue el asalto y asesinato del recaudador afrancesado Juan Mata Iturroz en febrero de 1810, pues provocó la ira de las tropas francesas que exigieron grandes compensaciones a todos los pueblos del valle del Jiloca.
En abril de 1810 se estacionaron varias partidas guerrilleras en las faldas de Fonfría y Olalla, para controlar las actividades de los franceses del valle del Jiloca. La noticia de su presencia llegó hasta el Cuartel General de Calamocha, saliendo un destacamento de caballería para apresarlos. Al llegar los franceses a Cutanda se dio la alarma, y los guerrilleros pudieron huir o esconderse. Para controlar mejor estas tierras, los franceses abrieron un nuevo Cuartel General en Calamocha, con un general y una división. 
Durante el resto del año 1810 y todo 1811 los franceses siguieron controlando el valle del Jiloca y sierras cercanas, exigiendo nuevas contribuciones, raciones y bagajes, y saqueando las localidades cuando no los entregaban. En algunos momentos también aparecieron tropas españolas, que exigieron igualmente raciones y bagajes, como los 250 hombres de la división del Alcalde de Cadretes Españoles que acamparon durante ocho días en Olalla y Cutanda a comienzos de diciembre de 1811.
En 1812, tras la invasión de Rusia, se redujeron las tropas francesas en Aragón. Las guerrillas aumentaron su presión, centrada sobre todo en el valle del Jiloca, un territorio clave para garantizar el control de las comunicaciones entre Zaragoza, Teruel y Valencia. Ante el incremento de las hostilidades, el general Pannetier desplegó seis batallones a lo largo del Jiloca, restableciendo una posición fortificada en Calatayud.
Villacampa, desplazados algunos meses a Valencia, vuelve a asentarse en la sierra de Albarracín, dedicándose a lo largo del año 1812 a atacar destacamentos franceses de los generales Palombini y Pannetier, asestándoles duros contragolpes como el del 28 de marzo en Pozondón, donde captura un batallón entero del 2.º regimiento italiano. 
El 29 de junio de 1812 llegaron a Cutanda 400 soldados franceses al mando de Colison, y enviaron veredas a todos los pueblos cercanos para que llevaran hasta esta villa nuevas raciones y contribuciones. Debían tener mucha prisa en cobrarlas ya que empezaron a apresar a los curas, alcaldes y mayores contribuyentes, llevándolos a Cutanda, en donde llegaron a concentrar a 40 presos procedentes de la contornada. Se pretendía dar un escarmiento a toda la sierra de Fonfría, tal vez por acoger de vez en cuando a los guerrilleros. Como nos cuenta Pedro Manuel de la Riva, que también estaba retenido por los franceses, “el día 30 nos llevaron en medio de las bayonetas a todos los presos por la senda de los Comeneros a Fonfría, y hacer noche a Allueva, nos pusieron en dos pajares; al día siguiente nos llevaron a Loscos, y nos pusieron en el granero de los Cartujos; allí aumentaron mucho los presos, pues de todos los lugares sacaban; también iban muchas mujeres, porque sus maridos se escondían… a los presos, que iban cerca de cien, los llevaron al castillo de Daroca”.
En el otoño de 1812 comienzan las victorias españolas. El Empecinado ocupa la guarnición de Guadalajara y Villacampa ataca a la guarnición de Cuenca. Los franceses se repliegan del interior, abandonando Soria en septiembre y los distritos del alto Cinca, los corregimientos de Tarazona, Borja y Calatayud y los lugares fortificados en el Jalón de Calatayud y La Almunia. Se mantuvieron las guarniciones del Jiloca para garantizar las comunicaciones con Valencia, pero quedaron aisladas. El 16 de diciembre de 1812 Villacampa sitió Daroca junto con Durán y Gayán, la última de las fortificaciones que seguía en poder napoleónico en el Jiloca, pero los franceses enviaron en su defensa cuatro batallones, obligando al guerrillero español a replegarse.
En marzo de 1813 Suchet trasladó parte de los ejércitos franceses acampados en Teruel y Villacampa aprovechó la situación para incrementar los hostigamientos en Montalbán, Belchite y Alcañiz. La reducción de tropas francesas quedó limitado a mantener las comunicaciones entre Jaca, Zaragoza, Teruel y Valencia, y las que bajaban por el Ebro hasta Tortosa. Todo fue en vano. En junio de 1813 los franceses se retiraban de Zaragoza, abandonando todas las fortificaciones aragonesas.

### Bagajes y suministros
Tanto las tropas francesas como la resistencia española necesitaban enormes cantidades de dinero para mantener en marcha la enorme maquinaria bélica desplegada. En un primer momento fueron los franceses. Deseosos de recaudar los fondos necesarios para sustentar el ejército de ocupación no dudarán en exigir a los Ayuntamientos continuos suministros en dinero o en especie. Si los alojamientos y manutenciones de la tropa ya eran de por sí muy gravosos, el problema se agravó cuando empezaron a solicitarse cuantiosas contribuciones especiales. El 1 de junio de 1810, Luis Gabriel de Suchet impuso un impuesto extraordinario de tres millones de reales de vellón mensuales a repartir entre todos los pueblos y ciudades de Aragón. Cualquier método para recaudar este dinero fue aceptado, y si los Concejos no pagaban voluntariamente, se secuestraba a varios contribuyentes y se amenazaba con el fusilamiento si no colaboraban sus convecinos.
Las contribuciones bélicas provocaron la ruina de muchas haciendas locales, pero las exigencias de los franceses no fueron las únicas que encontraremos a lo largo del conflicto bélico. A estas hay que añadir las de la resistencia española y las exigidas por los numerosos bandoleros que asolaron Aragón en estos años. El cura de Olalla afirmaba que “son innumerables las raciones que se pagaban tanto a los franceses como a nuestras tropas todos los días, a más cuadrillas de bandidos [que] asaltaban de noche las casas pudientes, y se llevaban cuanto había, y con puñales y trabucos”.
El 14 de septiembre de 1812 se produjo la liberación de Calamocha por los ejércitos nacionales que avanzaban sin oposición desde el sur. La guerra terminó para los pequeños pueblos de los valles del Jiloca y del Pancrudo pero no sus penalidades. Todos los ejércitos, sean franceses o españoles, vivían sobre el terreno y para mantener su maquinaria de guerra necesitaban del dinero y de los suministros de la población civil. Entre septiembre de 1812 y agosto de 1814, coincidiendo con la etapa final de la Guerra, se suministraron abundantes víveres y dineros a las tropas españolas, en una cantidad que no se alejaría mucho de la exigida por los franceses durante toda la ocupación .
Las exigencias militares supusieron un terrible golpe para los pueblos de la comarca del Jiloca. Sus efectos fueron inmediatos. El incremento de la presión fiscal trajo consigo la ruina de numerosos vecinos y el colapso de las haciendas municipales. Al igual que había sucedido cien años atrás con la Guerra de Sucesión, fue necesario vender una parte de los bienes que poseían los Concejos. Por poner tres ejemplos documentados y muy cercanos, en Bañón se procede a la venta de varios vagos y baldíos, en Lechago se enajena el prado de la cerrada vieja, unos campos de regadío y varias casas y en Navarrete se vende el prado del molino .

## SigloXIX
Desde principio del siglo XII toda la comarca había estado unida administrativamente por el fuero de Daroca y desde 1254 por la Comunidad de aldeas, pero el 1833 se crearon las provincias y en 1838 se suprimió la Comunidad. La antigua unidad quedó ahora dividida y adscrita a dos de las tres nuevas provincias en que se dividió el viejo reino de Aragón. La mitad norte quedó en la de Zaragoza, con capital en Daroca, y la sur en la de Teruel, con centro en Calamocha.
Una cierta mejora económica se fraguó gracias a las industrias creadas en torno a la agricultura, y al despegue del comercio con las revitalizadas ferias, que tras el letargo de los siglos XVII y XVIII volvieron a reunir en Daroca a varios miles de personas.

## Guerras carlistas
El regreso de Fernando VII al trono de España supuso una vuelta atrás, restableciendo los privilegios del Antiguo Régimen y aboliendo las reformas introducidas por los gobiernos afrancesados, como si la guerra de Independencia y las Cortes de Cádiz nunca hubiesen existido. De hecho, se abolió la Constitución de 1812, la primera constitución española, y se disolvió el régimen político creado por los liberales, reprimiendo cualquier intento de cambio. La situación política se fue tensando lentamente, y se desató con furia cuando Fernando VII muere a finales de septiembre de 1833 y el gobierno pase a manos de los progresistas. Los enfrentamientos entre los liberales (isabelinos) y los absolutistas (carlistas) dieron lugar a una guerra civil que volverá a consumir nuevos hombres y recursos, complicando el bienestar de una sociedad que todavía no se había recuperado de los desastres de la Guerra de la Independencia.
Se han distinguido tradicionalmente tres periodos o épocas dentro del siglo XIX, sin continuidad entre ellas, durante las cuales se produjeron enfrentamientos armados de mayor o menor intensidad. Se puede hablar, pues, de tres guerras carlistas de diferente duración y de consecuencias distintas a lo largo de la centuria decimonónica.
- La primera guerra carlista, que ha sido también llamada la guerra de los Siete Años debido a su duración: desde finales de 1833 hasta el llamado “Abrazo o Convenio de Vergara” firmado por los generales Maroto (carlista) y Espartero (liberal) a finales de 1839. Se centró fundamentalmente en las provincias vascas y en Navarra, donde defendían además reivindicaciones de carácter foral. Existieron otros focos secundarios en Aragón, Cataluña, Valencia y, en menor medida, Castilla. En el caso de Teruel y de la zona del Jiloca, especialmente en Monreal del Campo, todavía perduraron los enfrentamientos armados en 1840 entre los diferentes grupos que no aceptaron lo pactado en Vergara.

- La segunda guerra carlista (1846-1849) tuvo, salvo algún enfrentamiento aislado, una menor repercusión en el valle del Jiloca, ya que los escenarios militares y de confrontación se trasladaron a otras regiones.

- La tercera guerra carlista (1872-1875)

## Restauración
Tras el pronunciamiento de Martínez Campos en Sagunto en diciembre de 1874 se ponía fin al Sexenio Revolucionario y se abría en España una nueva etapa histórica conocida como La Restauración. La Corona volvió a la dinastía de los Borbones, en la persona de Alfonso XII, y el sistema político quedó regulado mediante la nueva Constitución de 1876.
Las clases dirigentes del país intentaban dar cierta estabilidad a la sociedad, evitando todo conato revolucionario. Para ello, la Constitución de 1876 determinaba que el monarca poseía la facultad de nombrar y separar libremente a los ministros. En la práctica, esta disposición significaba la inversión del procedimiento democrático, puesto que no eran los electores quienes elegían el color del gobierno sino que lo decidía el rey. Se impuso de este modo la alternancia perfecta en el gobierno entre liberales y conservadores, mostrando la Corona una tremenda habilidad en llamar al partido de oposición cuando el que se encontraba en el poder mostraba síntomas de debilidad.
En el valle del Jiloca, la buena coyuntura económica del siglo XIX continuó en el siglo XX con la inauguración del ferrocarril Valencia-Calatayud, que articulaba todo el valle del Jiloca, y que fue un hito más en el desarrollo agrícola y comercial que propició el establecimiento de pequeñas fábricas y prósperos comercios.
El sistema electoral estaba completamente amañado desde las esferas del poder. Una vez en el gobierno, el partido elegido por el rey no tenía ningún problema en fabricarse unas Cortes a su medida, que funcionaban mientras la mayoría gubernamental se mantenía fuerte y unida. Desde el Ministerio de la Gobernación se nombraban a unos Gobernadores Civiles leales en cada provincia, y estos gobernadores se ponían en contacto con las corporaciones locales y con las personas más influyentes, normalmente los mayores propietarios, para que ejercieran su influencia y se votase a la lista oficial. A cambio se prometían suculentas subvenciones, el perdón de ciertas deudas o la posibilidad de medrar en la carrera política. El régimen adquiría de este modo un carácter “pactista”, con una elecciones fabricadas a medida mediante el consenso de liberales y conservadores, pero en el que también participaban las oligarquías locales, que presionaban constantemente a los partidos para obtener las máximas ventajas personales posibles .
Una parte muy importante del funcionamiento de este sistema pactista recaía en los municipios, ya que era en los pueblos en donde se controlaba el sistema electoral, votando a uno u otro candidato. El papel jugado por los miembros de las corporaciones locales y por los mayores contribuyentes será fundamental, encargándose de convencer a los electores de votar por la persona nombrada desde Madrid. Es la época de los caciques, de la compra de votos y de las subvenciones destinadas a crear redes clientelares. Lógicamente, con este sistema político se quedaban fuera todos los pequeños partidos radicales o republicanos, y también la mayor parte de la población, ya que el censo electoral seguía siendo censitario, limitado a los mayores contribuyentes. 
A finales del siglo XIX se cantaba en varios pueblos del valle del Pancrudo una satírica cancioncilla en la que se hacía referencia a los caciques que controlaban la vida local en cada pueblo: “En Lechago manda el Cristo, en Navarrete el Melón, en Calamocha la viuda y en Cutanda el Cabezón”. Con el mote de “El Cristo” era conocido en Lechago el propietario Anastasio Tello. La Viuda de Calamocha era Mª Carmen de la Sala-Valdrés, que estuvo casada con Mariano Sancho Rivera. El “Melón” de Navarrete hacía referencia a una conocida familia de la localidad. El Cabezón de Cutanda era José Anadón. 
Los juegos políticos de estos caciques locales eran muy claros. En el caso de “El Melón de Navarrete”, era una familia de clase media que tradicionalmente se había encargado de gestionar los bienes de los Bernad de esta localidad. Trabajaba tierras ajenas y a cambio apoyaba políticamente a sus patrones. Justino Bernad Valenzuela fue candidato al congreso en 1898. Su tío Juan Clemente Bernad Ramírez había sido diputado y gobernador civil. Su padre, Antonio Bernad Ramírez fue diputado provincial. Su hermano Antonio y él mismo habían sido diputados provinciales por el partido judicial de Calamocha . En el caso de “La Viuda” de Calamocha, continuaba las redes clientelares formadas por la familia Rivera a lo largo del siglo XIX. Su tío, Carlos Rivera Julián, diputado en 1881 y candidato en 1884.

## Segunda República
La instauración del régimen republicano en abril de 1931 se vivió como una gran fiesta popular y se festejó como el inicio de una nueva época para la historia de España. Las masas se echaron a la calle, sobre todo en las ciudades, pero los pueblos pequeños también participaron de esta celebración. Las primeras semanas fueron realmente esperanzadoras, y la gente depositó toda su confianza en el nuevo estado.
El gobierno republicano intentó solucionar los grandes problemas que habían limitado en los últimos tiempos la evolución histórica de España e impedían su modernidad, incluyendo en estos el problema agrario, el militar, el religioso y el separatismo de algunas regiones. El presidente Azaña, usando del poder republicano, intentó transformar el estado desde la moderación y crear las bases de una nueva sociedad, abriendo un marco de libertades que permitirían expresarse a todos los sectores de la sociedad, incluyendo a los partidos proletarios.

### El final de la República y la represión
La II República acabó en el valle del Jiloca el 19 de julio, cuando la Guardia civil sustituyó a los miembros de los Ayuntamientos pertenecientes al Frente Popular por una comisión formada por personas afines al PRR o representantes de Corporaciones anteriores a la República. Con el inicio de la Guerra Civil, la mayoría de los dirigentes políticos afines al republicanismo de izquierdas sufrieron persecución política y represión por el simple "delito" de ostentar cargos públicos o militar en determinadas organizaciones sindicales. En varios casos esta represión desembocó en el fusilamiento.

## Guerra Civil
El triunfo de la sublevación en la ciudad de Zaragoza el 18 de julio arrastró al bando nacionalista a gran parte de Aragón. Desde Zaragoza se enviaron telegramas a las capitales de provincia y localidades más grandes declarando el estado de guerra. Todos los cuarteles del ejército y puestos de la Guardia Civil dependientes de la comandancia de Zaragoza apoyaron el golpe (Jaca, Huesca, Calatayud, Teruel, etc.). El 19 de julio grupos de soldados, guardias civiles y ciudadanos armados salen a la calle y colocan bandos declarando el estado de guerra en la ciudad de Teruel y en los pueblos más grandes del valle del Jiloca (Calamocha, etc.). Estos mismo hombres suben en vehículos y se dirigen a los pueblos cercanos con la intención de garantizar la adhesión a los sublevados.
El 20 de julio todas las fuerzas de seguridad habían apoyado la sublevación, pasando a ocupar todos los puntos estratégicos y vulnerables. Los movimientos sindicales, muy importantes en algunas localidades como Caminreal u Ojos Negros, declararon la huelga general. El sector de los ferroviarios intentó interrumpir las comunicaciones entre Zaragoza y Teruel, pero el 25 de julio se decretó la militarización de los ferroviarios. De estos primeros enfrentamientos fue testigo el escritor Ildefonso Manuel Gil, quien los describió en su novela "Concierto al atardecer".
La llegada de tropas procedentes de Zaragoza, sobre todo de la Guardia Civil, ayudó a consolidar el control sobre los partidos judiciales de Calatayud, Daroca y Calamocha, junto con todas las comunicaciones que unían Zaragoza y Teruel. Pequeños grupos de falangistas que hasta este momento no habían tenido presencia en estas tierras comienzas a movilizarse y crear "banderas" o agrupaciones locales, como sucedió en el partido judicial de Calamocha por iniciativa de José Antonio Martínez, un falangista procedente de Zaragoza.
De forma paralela a la consolidación del poder se desencadenó en todo el valle del Jiloca la represión de los dirigentes de los partidos liberales, obreros y sindicalistas, e incluso de aquellas personas que habían mostrado sus simpatías hacia la República. A pesar de no encontrar resistencia, se aplicaron las órdenes de Mola de "eliminar sin escrúpulos ni vacilación a todos los que no piensen como nosotros".
Los meses de agosto y septiembre fueron muy sangrientos, deteniendo y fusilando a los alcaldes, concejales de izquierdas o sindicalistas que no habían huido de los pueblos. En el partido de Calamocha fueron asesinadas 133 personas, 55 en Daroca y 206 víctimas en Albarracín, destacando en este último partido judicial los 31 fusilados en Cella, los 32 de Santa Eulalia del Campo o los 26 de Villarquemado. La eliminación de inocentes marcará profundamente a numerosas familias, como las del citado Ildefonso Manuel Gil, al polifacético Pablo Marco (quién también escribió un libro contando estos episodios) o el poeta monrealense Lucas Yuste.
En el bando republicano, el vacío de poder y la llegada de numerosas milicias obreras provocó un estallido de violencia dirigida contra los que habían apoyado el golpe (los políticos locales de derechas) y la Iglesia Católica. Muchos sacerdotes naturales del valle del Jiloca perdieron la vida en este primer año: Timoteo Valero Pérez de El Villarejo, Pedro Lorente Vicente de Ojos Negros, Lázaro Florencio Martín Ibáñez de Godos, Elías Julián Torrijo Sánchez de Torrijo del Campo, Zósimo Izquierdo Gil de Villahermosa del Campo, Dionisio Pamplona Polo de Calamocha y Andrés Zorraquino Herrero de Bañón.
En el valle del Jiloca no hubo asesinatos de terratenientes, curas y frailes porque no cayó en ningún momento en poder de las milicias, pero sí se buscó la derrota simbólica de estos poderes bombardeando, cuando pudieron, algunas iglesias cercanas a las líneas del frente (caso del templo de Torre los Negros), o incendiando las iglesias de las localidades que se ocuparon, como Loscos, Bádenas, Nogueras y Santa Cruz de Nogueras.

### La consolidación de los frentes
La llegada de columna de milicianos de Cataluña y Castilla-La Mancha provocó la división de las tierras del sur de Aragón. El Bajo Aragón, las Cuencas Mineras Centrales (llegando hasta la localidad de Pancrudo, que fue ocupada por la compañía Macía-Companys) y el Campo de Belchite permaneció bajo influencia republicana, mientras la ciudad de Teruel, la Sierra de Albarracín y todo el corredor del Jiloca fue controlado por los sublevados. 
Había "zonas de nadie" que quedaban entre ambos frentes, sin guardia civiles ni milicianos, como sucedió con el Campo de Visiedo y Sierra Palomera. El 20 de septiembre de 1936 se produce el avance de una columna republicana que procedía de Utrillas, atacando Torre los Negros, Fuenferrada y Villanueva del Rebollar, ocupando desde aquí todo el Campo de Visiedo y las montañas limítrofes con el valle del Jiloca en Argente y Lidón. Esta columna fue interceptada en Torre los Negros por la agrupación de Calamocha, junto con tropas procedentes de Calatayud y Molina de Aragón, en un contrataque realizado entre Vivel y Portalrubio, en el conocido combate de la venta del Diablo. Los republicanos de las Cuencas Mineras nunca tuvieron capacidad para romper este frente y cortar las comunicaciones.
A finales de septiembre se consolidaron definitivamente los frentes, que apenas sufrieron modificaciones hasta la batalla de Teruel en febrero de 1938. Durante estos meses los republicanos, desde sus bases en las Cuencas Mineras Centrales, intentaron cortar las comunicaciones entre Teruel, Calatayud y Zaragoza, pero fracasaron por falta de tropas. En Calamocha, por estos meses, se consolida una agrupación falangista, que participaron, junto con tropas regulares, en la consolidación de sus posiciones en Torre los Negros, cortando el avance desde las cuencas Mineras y realizando algunos ataques hacia Aguatón y Visiedo.
El valle del Jiloca quedó controlado por la Guardia Civil y dividido en dos sectores: el 6.º correspondiente a la comarca de Calatayud, integrando también las comunicaciones entre Daroca y Monreal del Campo y el 7.º que abarcaba la ciudad de Teruel y su cinturón defensivo hasta Monreal del Campo. En estos primeros meses no había muchas tropas. A pesar del peligro que suponía la cercanía a Valencia y el posible avance de milicianos, este frente no constituía un objetivo primordial para ninguno de los bandos.
La línea entre ambos frentes quedó consolidada a lo largo de 1937, sobre todo después de un nuevo combate de la venta del Diablo en febrero. Los nacionales controlaban desde Badules hasta Cosa y Bañón, pasando por Cucalón, Rudilla, Allueva, los pinares de Segura, Villanueva del Rebollar, Fuenferrada y Torre los Negros. Posteriormente ascendía el valle del Jiloca por el margen de las sierras de Lidón y Palomera, con Rubielos de la Cérida y Bueña en poder de los nacionales y Aguatón en poder de los republicanos. Continuaba el frente hasta los Altos de Celadas, con Villafranca del Campo, Singra, Torre la Cárcel y Villarquemado en poder nacional y Celadas en poder republicano.
Para evitar los ataques a las líneas de comunicaciones del valle del Jiloca se construyeron en el bando franquista numerosas trincheras y puestos de ametralladoras, de las que se conservan las siguientes:
- Trincheras de Bueña
- Trincheras de "La Muela" (Fonfría)
- Trincheras de "Carramonreal" (Rubielos de la Cérida)
- Trincheras de "la Paridera de Allueva" (Singra)

No obstante, los republicanos realizarán incursiones nocturnas para sabotear o atacar las líneas de comunicación, como la realizada el 26 de marzo de 1937, cuando sabotean la línea de ferrocarril entre Villarquemado y Cella, a la altura de la Masía Pelada. Al pasar el tren hizo explosión el artefacto, descarrilando la locomotora. El 31 de marzo los republicanos vuelven a intentar sabotear el ferrocarril, pero en este nuevo ataque son descubiertos por soldados nacionales, quienes les obligan a huir.
El alto Jiloca, por su proximidad a Teruel y Albarracín, sufrió varios episodios bélicos a lo largo de 1937, destacando sobre todo la ofensiva republicana sobre Albarracín y el ataque a Bueña.

### Las tropas extranjeras
Existe un interesante trabajo  elaborado por alumnos del Instituto de Bachillerato de Calamocha en el que se analizan los combatientes extranjeros que participaron en el bando franquista a partir de los recuerdos que conservan los vecinos del valle del Jiloca. Para analizar los resultados obtenidos, los diferencian según su nacionalidad, observando que el carácter y costumbres de cada tropa internacional eran diferentes:
- Los soldados italianos formaban el cuerpo internacional para el que más información se dispone de su estancia. Esto es debido a varios factores. Era el contingente internacional europeo más numeroso en la Península, con un total de 75000 soldados que acudieron a España durante los tres años de Guerra. Por otro lado, su idioma al ser muy similar al castellano permitía entablar conversaciones fácilmente entre italianos y españoles. Por otro lado, el carácter de los italianos era mediterráneo, rocero y extrovertidos. También contribuyó la proximidad cultural y religiosa.

- Los soldados marroquíes, a pesar de ser muy numerosos, apenas entablaron relaciones con la población civil. Esto parece ser debido a dos problemas principales. Por un lado, el idioma que hablaban era muy diferente al castellano, con lo que les imposibilitaba muchas relaciones con españoles. Por otro lado, no era un grupo étnico aceptado por la sociedad española, debido a la diferencia entre sus costumbres y las de la sociedad española de la época (por ejemplo, el Ramadán) como la falta de higiene. También pudo existir un cierto rechazo motivado por los malos recuerdos de las campañas en la guerra de Marruecos de comienzos de siglo en la que participaron muchos españoles.

- Los soldados alemanes formaron un contingente internacional que no tuvo muchas relaciones con el pueblo español, pero por causas diferentes a las de los marroquíes. Por un lado, el idioma dificultó en gran medida la comunicación entre unos y otros. Además, en las órdenes traídas desde Alemania se les recomendaba mantener una escasa relación con el pueblo español para centrarse en su trabajo. También debe de hablarse de sus costumbres diferentes. Por otra parte, nunca fueron muy numerosos en la comarca del Jiloca (no llegarían a cien) y en España en general. El carácter cerrado y altanero tampoco ayudó a la comunicación, así como la envidia que crearon con su orgullo de ser una tropa profesional fueron otros de los causantes de que las relaciones no fueran del todo buenas.

### Batalla de Teruel
El valle del Jiloca vivió unos meses de relativa tranquilidad hasta finales de 1937. La batalla de Teruel fue un gigantesco enfrentamiento bélico que tuvo lugar en la ciudad de Teruel y en sus alrededores desde mediados de diciembre de 1937 hasta finales de febrero de 1938.
En noviembre de 1937, tras la caída del Frente Norte, el bando republicano necesitaba imperiosamente una victoria para elevar la moral de las tropas y se fijó en la ciudad de Teruel. Al mismo tiempo, esta ofensiva sobre Teruel debía servir para que Franco no concentrara todos sus ejércitos en el centro de la Península y lanzara la ofensiva sobre Madrid.
El 15 de diciembre el ejército republicano se lanza a la conquista del saliente que formaba en la línea del frente la ciudad de Teruel, cortando sus comunicaciones con Zaragoza a la altura de Concud y San Blas. El 7 de enero de 1938, después de haber destruido gran parte de la ciudad, el coronel Rey d´Harcourt rinde sus tropas a los republicanos.
El valle medio del Jiloca adquirió con la batalla de Teruel y la posterior contraofensiva franquista un valor estratégico de primer orden, pues se concentraron enormes fuerzas para lanzar la recuperación de la ciudad de Teruel. En las localidades de Calamocha, Bello, Ojos Negros y Caminreal, a unos 50 km del frente, se estacionaron las fuerzas aéreas, los campos de prisioneros y el hospital militar:
- En el valle del Jiloca funcionaron tres aeródromos en Ojos Negros, Calamocha y Bello, donde se ubicaron aviones "cadenas" nacionales, parte de la Legión Cóndor y los "Fiat" italianos. El Cuartel General de la aviación nacional se estableció en Daroca.
- Hospital militar de Calamocha.
- Centro de prisioneros de Caminreal

Tras la pérdida de la ciudad de Teruel, Franco decidió el 14 de enero de 1938 iniciar una larga batalla de desgaste, con continuos ataques hacia Celadas y el Muletón. Los generales Varela y Aranda debían hostigar a las tropas republicanas desde el nuevo frente abierto entre las localidades de Caudé y San Blas, para lo que lanzaron una ofensiva el 17 de enero.
Las tropas republicanas contestaron a estas incursiones lanzando el asalto de Singra el 21 de enero desde las fortificaciones que tenían en el Campo de Visiedo. Con esta contraofensiva se pretendía cortar las comunicaciones del general Varela con la retaguardia, seccionando el valle del Jiloca y obligándole a replegar sus tropas.
El asalto a las posiciones de Singra hizo que Franco cuestionase la contraofensiva frontal para recuperar la ciudad de Teruel, siguiendo el valle el Jiloca. Las tropas republicanas en el Campo de Visiedo constituían todo un peligro, por lo que se optó por una estrategia envolvente, atacando a los republicanos en todo el frente abierto entre la venta del Diablo, Perales de Alfambra y Sierra Palomera. Se iniciaba la Batalla del Alfambra, como enfrentamiento previo para la recuperación de la ciudad de Teruel.

### Batalla del Alfambra
Franco decidió recuperar la ciudad de Teruel, utilizando todas las fuerzas que fueran necesarias. Atacar por el frente creado en el valle del Jiloca era muy complicado, por lo que optó por una maniobra por los flancos. La batalla del Alfambra, destinada a recuperar la ciudad de Teruel, se desarrolló en el triángulo formado por Vivel del Río, Singra y Teruel.
La elección de la zona para atacar se explica por la propia situación en que, desde finales de 1936, se había encontrado esta parte del frente. Las posiciones republicanas sobre Sierra Palomera les colocaba en un lugar privilegiado para controlar los movimientos de tropas por el valle del Jiloca y con la posibilidad, ya sea mediante ataques artilleros o guerrilleros, de cortar la carretera o el ferrocarril que unía Teruel y Zaragoza. Las tropas franquistas sabían que un ataque a sus comunicaciones en Singra podía poner en peligro todo el ataque y, por eso, plantearon una acción que desplazara la línea de frente hacia el este, alejándola del valle del Jiloca. Una vez cubiertas las espaldas, se podía atacar con todas las tropas y recuperar la capital.
Entre los días 5 a 7 de febrero de 1938 el ejército marroquí y otras divisiones franquistas al mando de Yague penetran en el Campo de Visiedo desde Corbatón, Pancrudo y Singra y, al tercer día, ya están en el río Alfambra, en las afueras de la ciudad de Teruel. 
El 10 de febrero, en un intento de contraofensiva, los republicanos atacan desde Segura de Baños la zona de Vivel y bombardean Torre los Negros, apoyados por artillería y tanques, pero no consiguen avanzar ni romper las líneas, aunque sí frenaron el avance por el río Alfambra, pues los franquistas tuvieron que retrasar durante algunos días las tropas. 
Fue en vano. Los 125.000 hombres del ejército nacional (ente ellos un cuerpo del ejército de refresco) con 400 cañones y protegidos por una superioridad aérea, fueron imposibles de frenar por unas tropas republicanas mucho menos poderosas (sobre todo en fuego artillero y aviación) y desmoralizadas. El 17 de febrero los ejércitos nacionales estaban rodeando la ciudad de Teruel e inician el ataque. El día 22 la batalla había terminado con la retirada de los ejércitos republicanos de la ciudad y su vuelta a manos de Franco.

### La batalla de Aragón
La concentración de numerosas fuerzas en las cercanías de Teruel facilitó la continuación de la ofensiva franquista hacia el Ebro, conquistando todo lo que quedaba de Aragón. Los nacionales disponían de 200.000 hombres, 750 piezas de artillería y 300 aviones.
La estrategia para romper el frente en el sur de Aragón fue seleccionar cuatro puntos y lanzar contra ellos, el 9 de marzo, las principales fuerzas franquistas y profundizar rápidamente. Posteriormente, el resto de las unidades se encargarían de ir conquistando las bolsas aisladas de tropas republicanas, que habían quedado envueltas por el ataque inicial. Los lugares elegidos en el sur del Ebro para romper el frente fueron los siguientes:
- Cuerpo del Ejército Marroquí que atacaría cerca de Belchite. Unos 45.000 hombres.
- La 1.ª División de Navarra apoyada por la caballería se lanzaría por el suroeste de Herrera de los Navarros, entre los ríos Cámaras y Herrera, rompiendo el frente en Badenas, dirigiéndose posteriormente hacia Moyuela.
- El Cuerpo de Tropas Voluntarias italianas debían romper el frente a la altura de Rudilla y la muela de Anadón, para lanzarse hacia Muniesa. La CTV italiana podía llegar a los 35.000 hombres. En este cuerpo iba Michelle Francone, quien realizaría numerosas fotografías sobre el paso de los italianos por el sur de Aragón.
- El Cuerpo del Ejército de Galicia. Atacaría entre al norte de Vivel del Río, junto a la localidad de Valdeconejos, progresando hacia Montalbán. Poseía unos 12.200 soldados.

Para conseguir la ruptura de estos frentes se planificó una ataque previo de la aviación y la artillería, que barrerían las trincheras, para a continuación entrar la infantería de manera decidida y rápida, con todos los medios mecanizados puestos a su disposición.
La ofensiva se inició el 9 de marzo de 1938. Al finalizar el día el frente había sido totalmente desbordado y las divisiones republicanas 24 (Yoldi) y la 30 (Arrando) habían sido aniquiladas. En la zona de Vivel del Río la división 34 ofrecía una fuerte resistencia. El XII Cuerpo de Ejército republicano, la máxima concentración de tropas, estaba justamente en Vivel del Río, pues seguían en esta localidad las que iniciaron en febrero el desafortunado contrataque con artillería y tanques contra el ejército franquista.
El 10 de marzo la caballería ocupa Loscos y Blesa, y los italianos Maicas, Cortes de Aragón y Muniesa. Antes del 14 de marzo ya habían roto el frente en las Cuencas Mineras y el Bajo Aragón, conquistando todo el territorio hasta el río Guadalupe. El 19 de marzo ya había conquistado todo el Bajo Aragón y llegan al Ebro. A partir del 22 de marzo comenzará la batalla del Ebro, que marcará el inicio de la ofensiva sobre Cataluña.

## Franquismo
Sin equipamientos industriales modernos, relegada a un segundo plano en el trazado de las grandes vías de comunicación, y con una estructura política caciquil apoyada por el régimen franquista, la comarca del Jiloca entró en una fase de decadencia económica y demográfica que se aceleró a partir de 1960.
Entre 1960 y 1995 la comarca ha perdido dos terceras partes de su habitantes, y con una población muy envejecida, la mitad de los pueblos están condenados a desaparecer en un plazo de veinte años. Solo el desarrollo rural integrado, la promoción del potencial turístico de la comarca y la radicación de algunas industrias en Daroca y Calamocha pueden hacer variar los negros vaticinios que ahora caen sobre la comarca.

## La comarca como institución
El 24 de marzo de 2003, la Comarca del Jiloca se constituyó como entidad local territorial encargada del gobierno y la administración de la comarca en cuanto a las competencias de rango comarcal, mediante la ley de creación de la comarca 13/2003 del 24 de marzo de 2003. Se constituyó el 5 de mayo de 2003. Las competencias le fueron traspasadas el 1 de octubre de 2003.